# Раннє Відродження

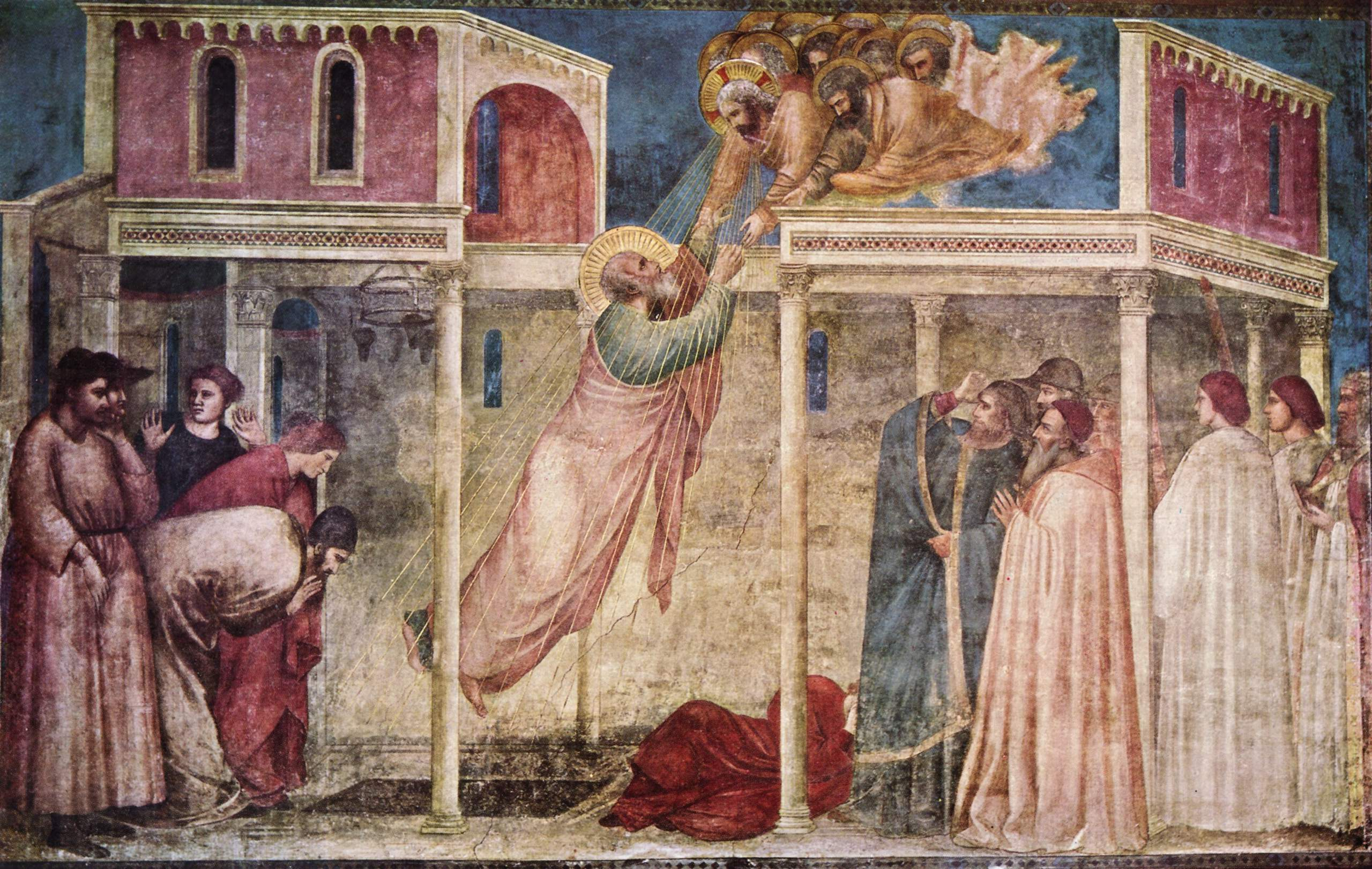
Джотто ді Бондоне. «Вознесіння Св. Івана Богослова», каплиця Перуцці

Раннє Відродження (італ. il primo Rinascimento) є періодом епохи Відродження (XIV—XVII ст.), в основі якого лежить принцип гуманізму, утвердження гідності і краси реальної людини, її розуму та волі, її творчих сил. Істинною метою мистецтва, на думку італійців, мало стати відтворення живого людського тіла. Усе інше, за словами Мікеланджело, порожня забава, яку можна надати меншим талантам. «Для мистецтва потрібне одне, — говорив Челліні, — уміти чудово виписати чоловічий і жіночий торс». Людське тіло представлено в їхніх картинах здоровим, енергійним, атлетичним. Воно схоже з античним тілом Греції. Кожний м'яз, суглоб, хвилястий вигин тіла вивчений до найдрібніших подробиць, переданий з надзвичайною досконалістю. Раннє Відродження умовно поділяється на два етапи — проторенесанс та саме Раннє Відродження.

### Проторенесанс
Ознаки проторенесансу в образотворчому мистецтві Італії не означали знищення готичної традиції. Часом ці традиції просто сповнювалися помітних життєрадісних та світських засад при збереженні старої іконографії та традиційного тлумачення форм. Готичне мистецтво позбавлялося драматичної напруги, ставало граційним, дещо манірним, усміхненим або меланхолійним. Візантійська ікона стала приємно-світською. Саме ця, почасти проторенесансна, почасти готична течія панувала у XIV ст.
У проторенесансі була й інша, історично більш рання течія, яка рішуче протистояла готиці і йшла від призабутої античності. Її представниками були скульптори — Нікколо Пізано і Арнольфо ді Камбіо.
Нікколо Пізано працював ще у середині XIII ст., коли європейська готика була у повному розквіті. Але він надавав перевагу рельєфам на римських саркофагах. Надихаючись римською пластикою, Пізано подолав безплотність готичних фігур, в яких під одягом не відчувалося тіла, та «заспокоїв» їхню підвищену експресію. Найвідоміші твори цього митця — скульптури для кафедри пізанського баптистерію.
Однак єдиним митцем, якого в образотворчому мистецтві Проторенесансу можна поставити поряд із Данте, був Джотто. Нове відчуття людської гідності виражено у фресках Джотто майже з такою самою силою, як у «Божественній комедії». Цьому видатному художникові належать розписи церкви в Ассізі, присвячені життю Франциска Ассізького, а також фрески у падуанській Капелі дель Арена і в церкві Санта Кроче у Флоренції. Падуанські фрески презентували цикл євангельських оповідей про життя Ісуса Христа, а флорентійські також присвячені Св. Франциску.

### Раннє Відродження
У добу кватроченто вражає щедрість, багатоманітність художньої творчості, що полилася наче з рогу достатку. Архітектура, скульптура і живопис у цю добу переходять з рук ремісників до професійних майстрів. Художник своєю творчістю стверджує свою власну індивідуальність у мистецтві
Художників у Італії починають високо цінувати. Члени родини Медичі були меценатами й справжніми шанувальниками мистецтва, особливо Козімо Медичі та його онук Лоренцо. Римські папи, герцоги, іноземні королі змагалися за честь запрошувати італійських художників до свого двору.
Зачинателями мистецтва Раннього Відродження вважаються троє митців: Мазаччо, Донателло, Брунеллескі. Флорентієць Мазаччо — художник мужнього енергійного стилю. Він помер дуже молодим, але встиг зажити слави основоположника живопису кватроченто своїми розписами у капеллі Бранкаччі. У цьому ансамблі він досяг небувалого до нього, майже скульптурного відчуття міцних фігур.
У його фресках — еволюція, яку пережив живопис з часів Джотто. У картинах відчувається реалізм, що виявляється у фарбах, у знанні анатомії, перспективи. Є ще деяка скупченість в угрупуванні, але в той же час задній план розроблений ретельніше і природніше. Архітектурні правила, симетрія в розташуванні частин картини приймають живіші форми.
Діяльність Мазаччо (справжнє ім'я Томмазо ді Джованні ді Симоні Кассаї) мала велике значення для історії італійського живопису. У його картинах відчувається шляхетність, вишуканість, гармонія тонів.
Разом з живописом в Італії процвітала і бронзова скульптура. Скульптори цього періоду перевершували живописців знанням анатомії. Становище змінилося тільки після Верроккйо, який був одночасно і скульптором, і живописцем. Андреа дель Верроккйо (1435—1488) був учителем великого Леонардо да Вінчі, і перші пізнання з анатомії знаменитий учень отримав від нього. Картина Верроккьо «Хрещення Ісуса Христа» становить особливий інтерес.
Скульптор Донателло прожив довге життя і здійснив нововведення майже в усіх жанрах і різновидах пластики. Він створив тип круглої статуї, що стоїть самостійно і не пов'язана з архітектурою. Донателло заснував школу майстрів рельєфу, що вкривав фризи ренесансних будівель. Він був автором кінного монумента кондотьєра Гаттамелати і портретів-бюстів, які нагадували римські портрети.
«Св. Георгій» — мармурова статуя в церкві Ор-Сан-Мікеле у Флоренції, одна з найкращих робіт Донателло (справжнє ім'я Донато ді Нікколо ді Бетто Барді, 1386—1466). Зображення безстрашного воїна сповнене шляхетності й відваги, поворот голови і уся постать виражають рішучість. З плеча вільно спадає плащ, що прикриває частину грудей і ліву руку. Не захищене щитом тіло облягає панцир. Завдяки вивченню античних пам'ятників, Донателло досяг досконалості в передачі тілесних форм.
Бронзова статуя Гаттамелати в Падуї роботи Донателло чудова не лише досконалістю техніки, але живою і монументальною передачею фігур вершника і коня. Голову коня можна прийняти за античний твір. Лицар є витвором епохи Відродження — у ньому вперше виконане завдання зображення зовнішнього вигляду.
Сандро Боттічеллі (справжнє ім'я — Алессандро Філіпепі; 1445—1510). У його творчості є поширеним зображення Мадонни в урочистій обстановці. У картині «Коронування Мадонни» немовля Христос в одній руці тримає гранат, а іншою водить руку Мадонни, яка пише в розгорненій книзі початок пісні-подяки. Троє хлопчиків тримають книгу і чорнильницю, а два янголи піднімають вінець над головою Мадонни.
Філіппіно Ліппі (1457—1504), учень Ботічеллі, писав невеликі картини. У Флоренції зберігається його робота «Муки апостола Петра». Фігура проконсула свідчить про вивчення античних пам'ятників.
Третім засновником мистецтва раннього Відродження вважається архітектор і скульптор Брунеллескі. Він створив архітектуру за духом цілком світську, вишукано просту, з гармонійними пропорціями. У його спорудах ніби зовсім зникає відчуття ваги каменю, спротиву матеріалу.
Мазаччо, Донателло і Брунеллескі працювали у першій половині XV ст. у Флоренції. Флорентійська школа XV ст. залишалася провідною. Вона була лабораторією художніх ідей, які підхоплювали й переробляли інші школи. Флоренція, її мистецтво виховали справжніх новаторів — техніків, художників. Вони прагнули наслідувати природу, однак їхні твори не були простими її копіями.
Надзвичайно великого значення майстри флорентійської школи надавали рельєфності, яку вважали одним із наріжних каменів ренесансної художньої програми, пов'язаної з перебудовою системи художнього бачення. По-новому відчувати світ означало по-новому його бачити. Людина доби Відродження хотіла завоювати світ як реальну арену своїх дій.

## Діалектика розвитку італійського відродження

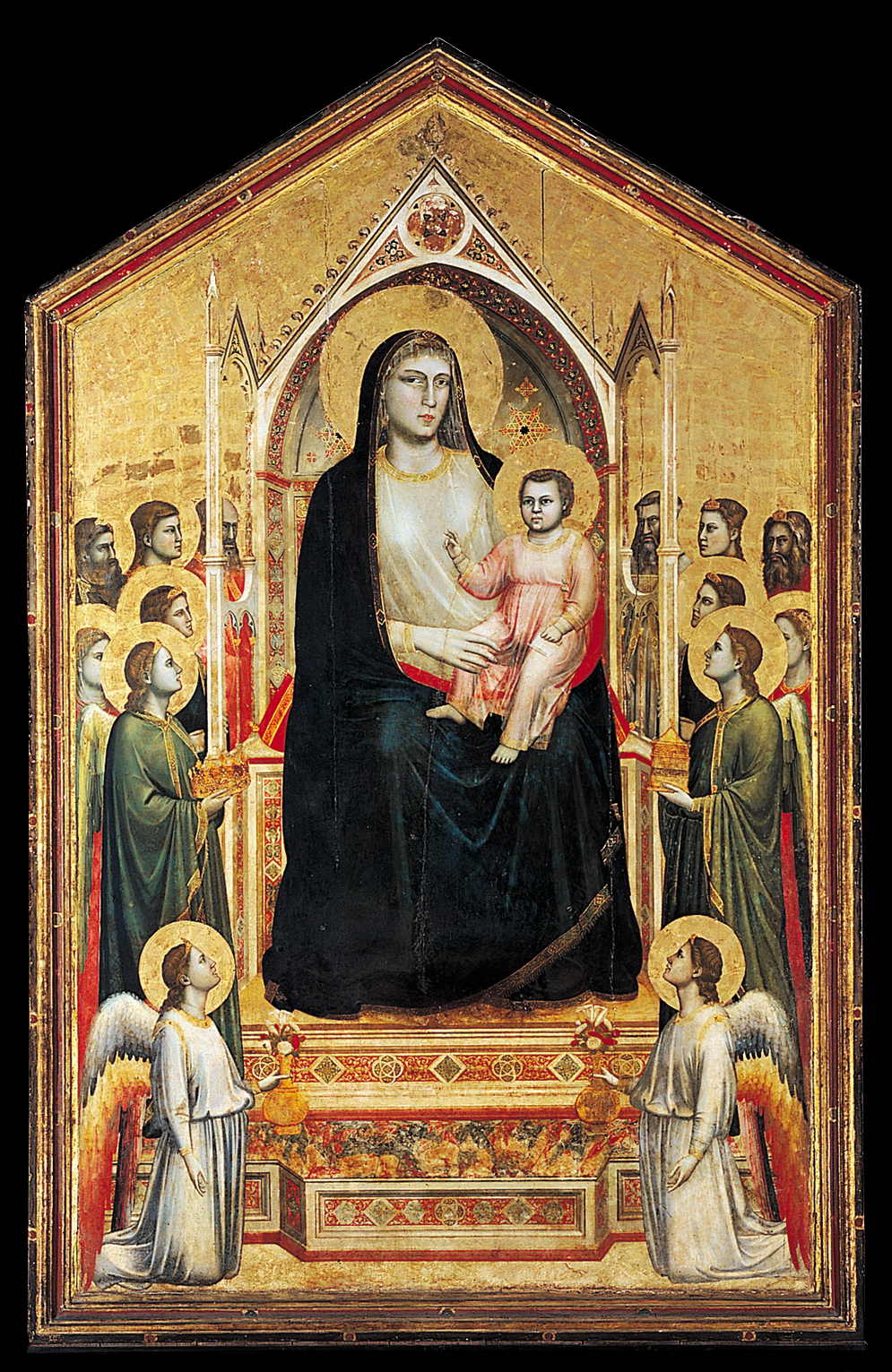
Джотто ді Бондоне, «Мадонна Оньїссанті» («Маеста́»), 1310. Галерея Уффіці, Флоренція.
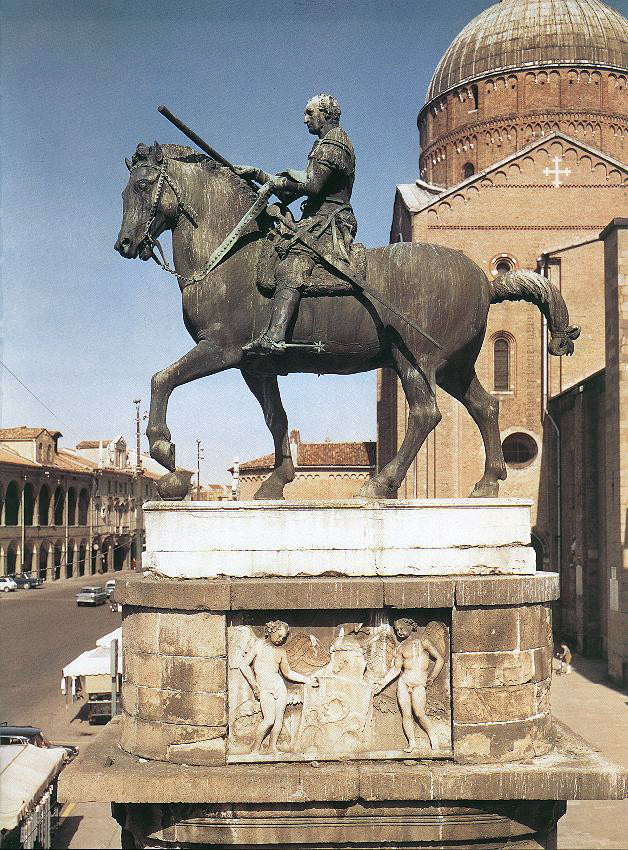
Донателло.Кінний монумент Гаттамелаті, місто Падуя, 1443 - 1453 рр.
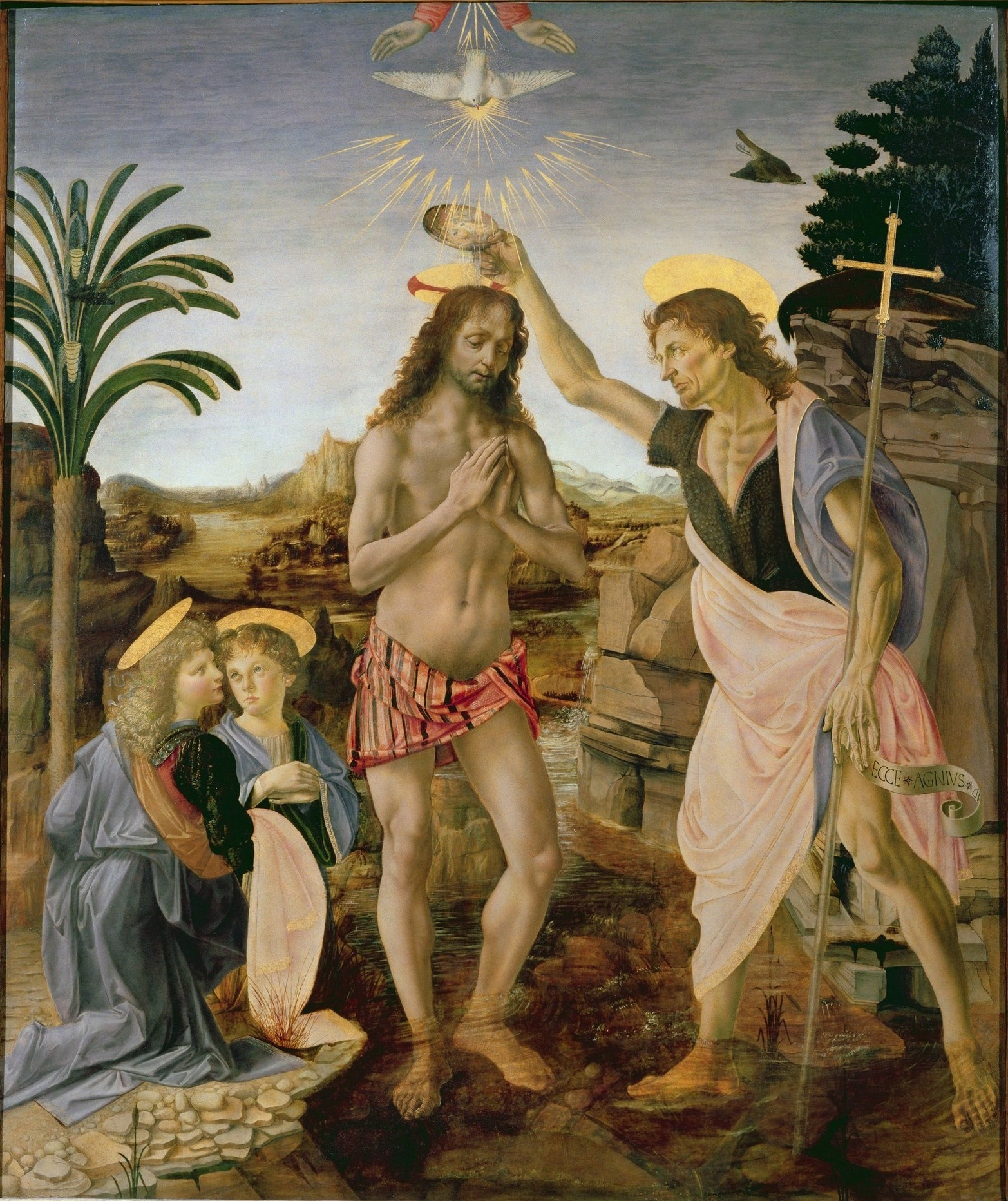
Веррокіо і помічники. «Хрещення в Йордані», 1475 р., Галерея Уффіці
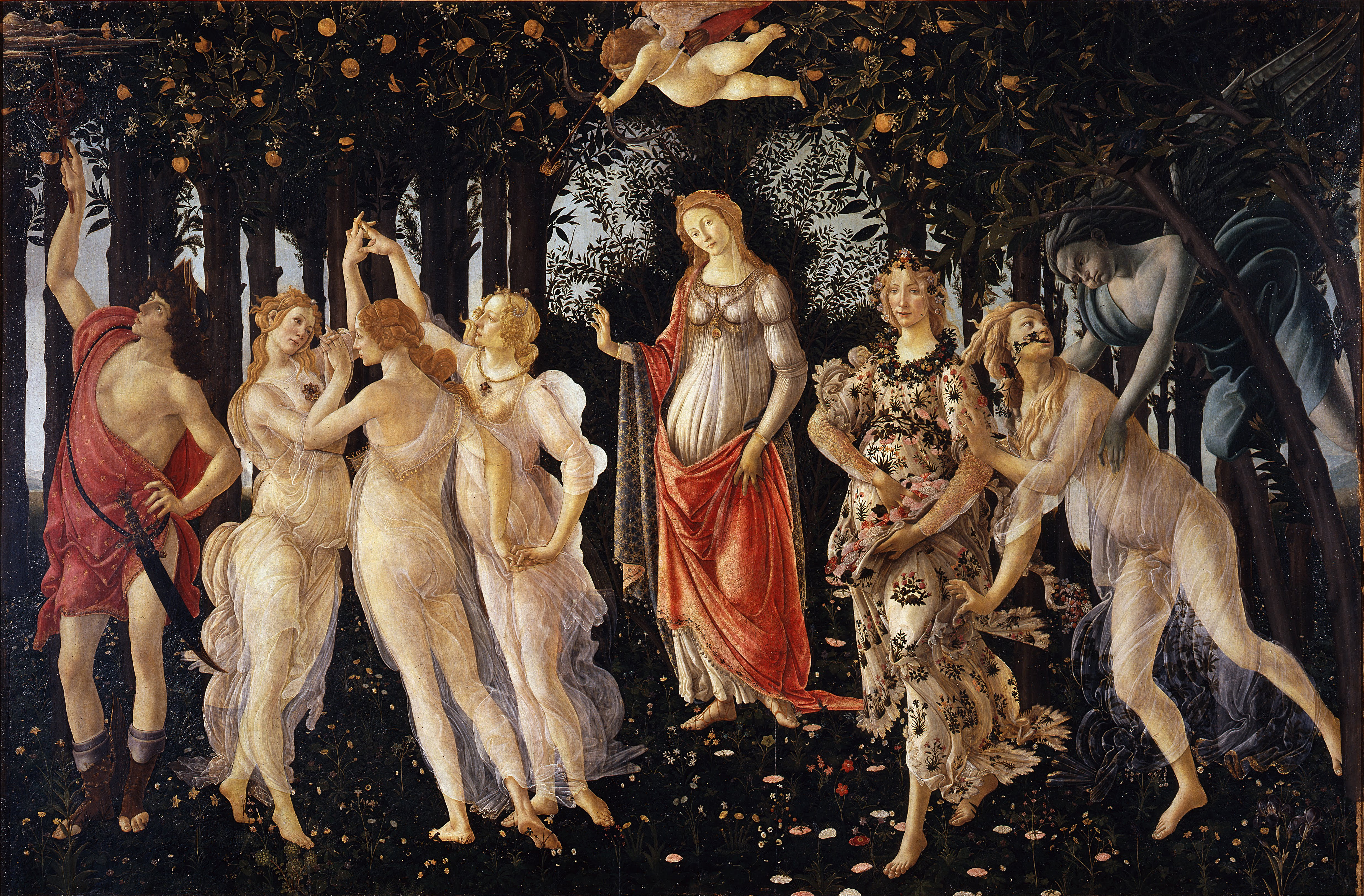
Сандро Боттічеллі. «Весна» або «Прімавера», 1482 р., Галерея Уффіці, Флоренція.
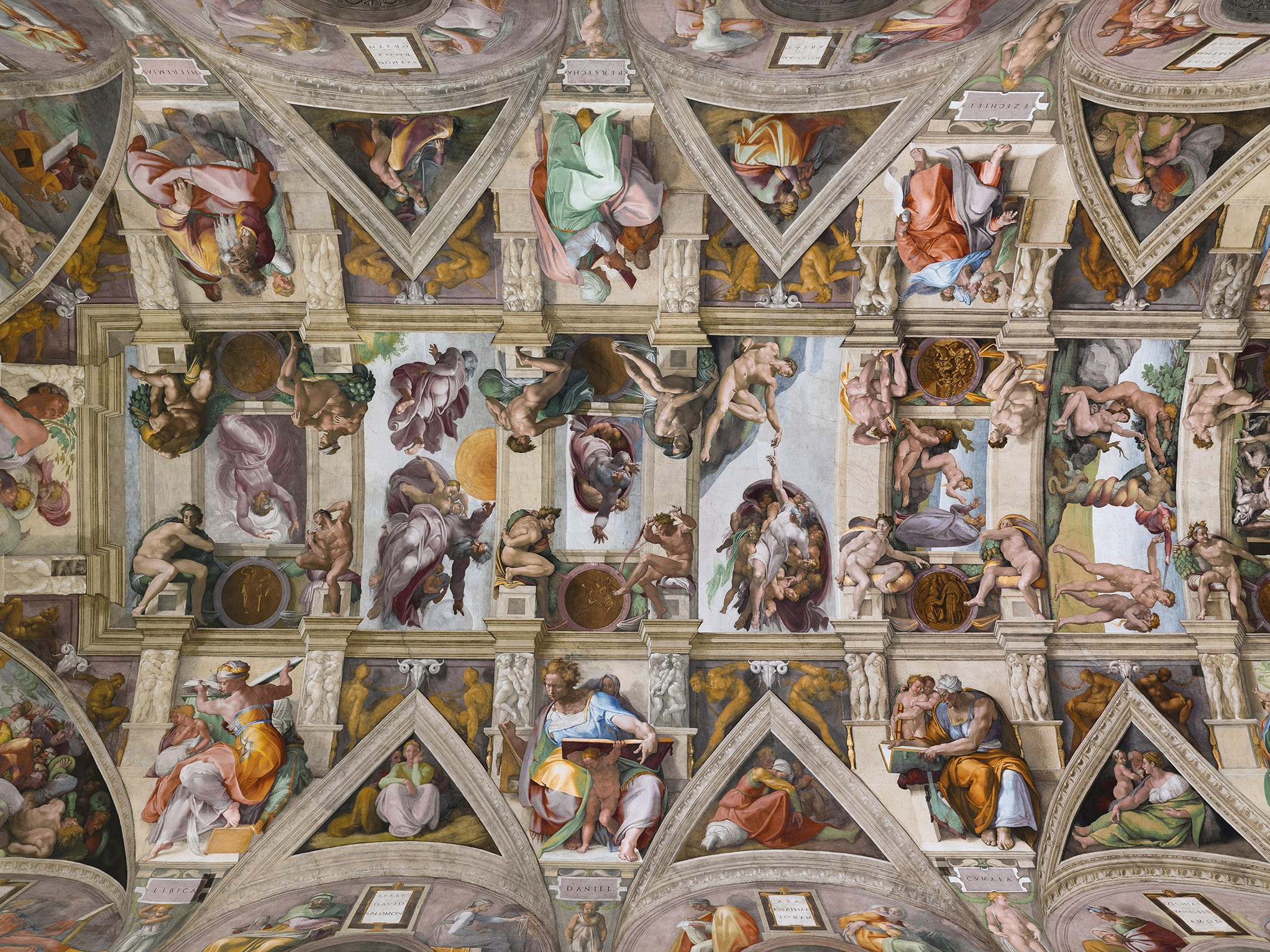
Мікеланджело Буонаротті. Стеля Сикстинської капели, фрески